# 大津町矢倉
大津町矢倉（おおつちょうやぐら）は、徳島県鳴門市の大字。郵便番号は772-0035。

## 地理
鳴門市の南東部に位置。東は大津町徳長と大津町吉永の一部、西は大津町備前島・板野郡松茂町、南は松茂町にそれぞれ接している。また南部は旧吉野川を隔てて南対岸は飛び地となっている。全域が平坦部で国道28号が走り、国道沿いに市街地化が進む。
農地は市街地化に伴い次第に減少した。サツマイモ栽培を主とする。地内には鳴門自動車教習所、阿波北嶺薬師霊場20番札所の真楽寺などがある。

### 河川
- 旧吉野川
- 大谷川

### 小字
| - 裏 - 北 - 五の越 - 参の越 - 堤外 | - 中の越 - 中開 - 西の越 - 西開 - 弐ノ越 | - 浜手 - 東堤 - 東の越 - 南 - 四の越 | - 六反野 - 六ノ越 |  |

## 歴史
江戸期から明治22年にかけては板東郡および板野郡の村であった。寛文4年より板野郡に属す。明治22年に同郡大津村の大字となった。昭和30年2月より現在の鳴門市の字名となる。

## 世帯数と人口
2022年（令和4年）7月31日現在の世帯数と人口は以下の通りである。
| 町丁       | 世帯数  | 人口    |
| ---------- | ------- | ------- |
| 大津町矢倉 | 829世帯 | 1,594人 |

## 小・中学校の学区
市立小・中学校に通う場合、学区は以下の通りとなる。
| 番地 | 小学校             | 中学校             |
| ---- | ------------------ | ------------------ |
| 全域 | 鳴門市立第一小学校 | 鳴門市立第一中学校 |

## 施設
- 鳴門自動車教習所
- 真楽寺（阿波北嶺薬師霊場20番札所）

## 交通

### 道路
国道
- 国道28号

都道府県道
- 徳島県道185号粟津港線